# رنتون (واشینگتن)
رنتون (به انگلیسی: Renton) شهری در شهرستان کینگ ایالت واشینگتن است که در سرشماری سال ۲۰۱۰ میلادی، ۹۰۹۲۷ نفر جمعیت داشته است.